# Amblema elliottii
Amblema elliottii är en musselart som först beskrevs av I. Lea 1856.  Amblema elliottii ingår i släktet Amblema och familjen målarmusslor. IUCN kategoriserar arten globalt som livskraftig. Inga underarter finns listade i Catalogue of Life.